# Елена Бонетті
Елена Бонетті (італ. Elena Bonetti; нар. 12 квітня 1974, Азола, Мантуя, Ломбардія, Італія) — італійська математикиня й політикиня, міністр без портфеля з питань рівних можливостей та сім'ї (2019—2021, 2021—2022).

## Життєпис

### Професійна кар'єра та початок політичної діяльності
Закінчила Павійський університет, де вивчала математику, 2002 року здобула докторський ступінь у Міланському університеті, там само викладала математичний аналіз. Від самого початку підтримувала політику колишнього лідера Демократичної партії Маттео Ренці, брала участь у створенні його політичної школи в Барзі (провінція Лукка). 2014 року підписала заклик до держави визнати одностатеві стосунки та до церкви — змінити своє ставлення до них, оскільки «всі мають право кохати та бути коханими».
У минулому очолювала Асоціацію герлскаутів і бойскаутів — італійських католиків (AGESCI), 2017 року увійшла до національного секретаріату Демократичної партії.
На парламентських виборах 2018 року висунула свою кандидатуру в Ломбардії за списком ДП, але за підсумками голосування не пройшла до Палати депутатів.

### Політична кар'єра
4 вересня 2019 року під час формування другого уряду Джузеппе Конте призначена міністром без портфеля з питань рівних можливостей та сім'ї, а 5 вересня в складі нового кабінету склала присягу і вступила на посаду.
17 вересня 2019 року Елену Бонетті названо серед політиків, які підтримали нову партію Маттео Ренці Італія Віва (Жива Італія).
13 січня 2021 року на виконання партійного рішення пішла у відставку на знак незгоди з політикою кабінету (у числі причин такої позиції стала відмова уряду від використання Європейського стабілізаційного механізму для фінансового оздоровлення) .
13 лютого 2021 року приніс присягу уряд Драґі, в якому Бонетті отримала колишню посаду.
22 жовтня 2022 року сформовано уряд Мелоні, в якому Бонетті не отримала жодного призначення.